# Mark Lawrence (Autor)
Mark Lawrence (geboren 28. Januar 1966) ist ein britischer Schriftsteller und Autor der The Broken Empire Trilogie. Im Jahr 2014 gewann Lawrence den David Gemmell Award für den besten Roman für Kaiser der Dunkelheit. Er betreibt den jährlichen Self-Published Fantasy Blog-Off.

## Leben
Mark Lawrence ist 1966 in den USA geboren und hat britische Eltern. Im Alter von einem Jahr zog die Familie nach Großbritannien.
Lawrence hat einen Abschluss in Physik und einen PhD in Mathematik.
Er ist verheiratet und hat vier Kinder.

## Werke

### The Broken Empire
1. 2011: Prince of Thorns; deutsch: Prinz der Dunkelheit (2011) Heyne, ISBN 978-3-453-52825-3.
2. 2012: King of Thorns; deutsch: König der Dunkelheit (2013) Heyne, ISBN 978-3-453-53369-1.
3. 2013: Emperor of Thorns; deutsch: Kaiser der Dunkelheit (2014) Heyne, ISBN 978-3-453-53370-7.

Eine Kurzgeschichte mit dem Titel Sleeping Beauty, welche während der Handlung von The Broken Empire spielt, wurde 2014 veröffentlicht.

### The Red Queen’s War
1. 2014: Prince of Fools
2. 2015: The Liar's Key
3. 2016: The Wheel of Osheim

### The Book of the Ancestor
1. 2017: Red Sister; deutsch: Waffenschwestern (2018) Fischer Tor, ISBN 978-3-596-70110-0.
2. 2018: Grey Sister; deutsch: Klingentänzer (2019) Fischer Tor, ISBN 978-3-596-70112-4.
3. 2019: Holy Sister; deutsch: Schattenkämpfer (2020) Fischer Tor, ISBN 978-3-596-00024-1.

### Impossible Times
1. 2019: One Word Kill
2. 2019: Limited Wish
3. 2019: Dispel Illusion

### The Book of the Ice
1. 2020: The Girl and the Stars
2. 2022: The Girl and the Mountain
3. 2023: The Girl and the Moon

### The Library Trilogy
1. 2023: The Book That Wouldn't Burn
2. 2024: The Book That Broke the World

### Kurzgeschichten und Einzelwerke
- 2012: Dark Tide veröffentlicht in Fading Light Anthology
- 2013: Quick veröffentlicht in Triumph Over Tragedy Anthology
- 2013: Select Mode veröffentlicht in Unfettered
- 2014: Bad Seed veröffentlicht in Grimdark Magazine issue No. 1[4]
- 2014: During the Dance veröffentlicht auf seiner Webseite
- A Rescue (2015)- Veröffentlicht in Legends II: Stories in Honour of David Gemmell
- The Dream-Taker's Apprentice (2015)
- Christmas Tale veröffentlicht auf seiner Webseite
- Locked In veröffentlicht auf seiner Webseite
- No Second Troy – Kurzgeschichte
- Road Brothers – Kurzgeschichte
- Gunlaw (2015)
- Blood of the Red
- The Hero of Aral Pass (2017)

### Gedichte
- Stumble
- Shouting for the Echo
- High,Cold,Silent,Alone
- Blue
- Sea Song